# Oliver Sauer
Oliver Sauer (* 1960 in Rüsselsheim) ist ein deutscher Schauspieler.

## Leben
Sauer absolvierte von 1984 bis 1988 eine Schauspielausbildung in Hamburg. Weitere Studien erfolgten 1992–1993 während eines längeren Auslandsaufenthaltes in New York City.
Er hatte als Theaterschauspieler von 1989 bis 1992 ein Engagement an der Landesbühne Niedersachsen Nord in Wilhelmshaven. Dort spielte er unter anderem den Hans in Die Minderleister von Peter Turrini, den Wachtmeister Werner in Minna von Barnhelm und den Kasimir in Kasimir und Karoline. Von 1994 bis 1996 folgte ein weiteres Festengagement am Stadttheater Gießen, wo er unter anderem 1996 als Osvald Alving in Ibsens Schauspiel Gespenster auftrat.
Sauer wirkte in einigen Kinofilmen mit. 2005 drehte er die Filmkomödie Swinger Club unter der Regie von Jan Georg Schütte. In diesem mehrfach ausgezeichneten Improvisationsfilm, bei dem den Schauspielern nur die Ausgangssituation bekannt war, es aber kein Drehbuch gab, übernahm er an der Seite von Marie Bäumer und Stephan Schad die Rolle von Chris, einen guten Freund des im Mittelpunkt stehenden Ehepaars. 2006/2007 wirkte Sauer auch in der szenischen Weitererzählung des Films auf der Bühne des Hamburger Thalia-Theaters mit. Unter der Regie von Schütte folgte 2007 ein weiterer Improvisationsfilm, Die Glücklichen, in der Sauer als Tom Hübner einen alten Freund der männlichen Hauptrolle aus gemeinsamen Wohngemeinschaftstagen spielte. Unter der Regie von Joseph Vilsmaier hatte er 2006 eine kleinere Rolle als Oberst der Gestapo in dem Spielfilm Der letzte Zug.
Ab Ende der 1980er Jahre war Sauer regelmäßig auch im deutschen Fernsehen zu sehen. Sauer übernahm hierbei mehrere durchgehende Serienrollen, wiederkehrende Episodenrollen und auch Gastrollen. Sauer wurde im deutschen Fernsehen häufig in der Rolle des arroganten Managers oder Geschäftsmanns eingesetzt. Häufig übernahm er Episodenrollen in Kriminalfilmen und Krimiserien, unter anderem in Stubbe – Von Fall zu Fall, Die Sitte, Der Ermittler und SOKO Köln. Außerdem hatte er Episodenhauptrollen in den Serien Hallo Robbie!, Küstenwache und Notruf Hafenkante. In der ARD-Sitcom Mobbing Girls spielte er 1998 den glatten, aber charmanten und gutaussehenden Mitarbeiter eines Versandhauses Dr. Dr. Stefan Caspari. Eine durchgehende Serienhauptrolle hatte er 2010 auch in der RTL-Actionserie Lasko – Die Faust Gottes als manipulativer Geheimbundmanager Gunther von Kilian. In der vom Norddeutschen Rundfunk und Radio Bremen produzierten Miniserie Koffie to go (2010), in der er den Immobilienmakler Klaus Petersen darstellte, übernahm Sauer, einer unter der Regie von Schütte, eine Rolle auch in einem Improvisationsformat des Fernsehens.
2013 hatte er eine Nebenrolle in dem ZDF-Fernsehfilm Beste Freundinnen; er spielte Wolfgang Kandeler, den Ex-Lover der weiblichen Figur Daniela. Im November 2013 war Sauer in einer Episodenhauptrolle in der ZDF-Fernsehserie Notruf Hafenkante zu sehen; in der Folge Einstand spielte er Theo Mendes, einen wegen Mordes verurteilten Ex-Strafgefangenen, der unschuldig im Gefängnis saß. Von Juli 2015 bis April 2016 war er in der Hauptrolle des Lasse Petersen in der zwölften Staffel der Telenovela Rote Rosen auf Das Erste zu sehen.
Sauer lebt in Hamburg.

## Filmografie (Auswahl)
- 1988: Unter Freunden
- 1990: Diese Drombuschs – Die Heimkehr
- 1992: Schattenboxer
- 1998: Mobbing Girls [Fernsehserie, 12 Folgen, Serienhauptrolle]
- 1999: Club der starken Frauen – Die Rote Meile – Gefährliches Doppelleben
- 2002: Alphateam – Die Lebensretter im OP – Schlank wie Mama
- 2003: Stubbe – Von Fall zu Fall: Auf Liebe und Tod (Fernsehreihe)
- 2003: Küstenwache – Unter Freunden
- 2004: Die Sitte – Svens Geheimnis
- 2005: Der Ermittler – Gnadenlos
- 2006: Swinger Club
- 2006: Medicopter 117 – Jedes Leben zählt – Flammenmeer
- 2006: Der letzte Zug
- 2007: Die Glücklichen
- 2007: 4 gegen Z – Reise ins Nichts
- 2007: Hallo Robbie! – Rufmord
- 2007: Notruf Hafenkante – Grenzgänger
- 2007: Tatort – Strahlende Zukunft (Fernsehreihe)
- 2008: Küstenwache – Begegnung des Schicksals
- 2010: SOKO Wismar – Gut angelegt
- 2010: Die Pfefferkörner – Zivilcourage
- 2010: SOKO Köln – Offene Rechnung
- 2010: Lasko – Die Faust Gottes [Fernsehserie, 8 Folgen, Serienrolle]
- 2011: Notruf Hafenkante – Verzaubert
- 2011: Der Staatsanwalt – Fluch der Bilder
- 2011: Küstenwache – Todesengel
- 2012: Leg ihn um! – Ein Familienfilm
- 2012: Tatort – Die Ballade von Cenk und Valerie (Fernsehreihe)
- 2013: Beste Freundinnen (Fernsehfilm)
- 2013: Notruf Hafenkante – Einstand
- 2015–2016: Rote Rosen [Fernsehserie, 210 Folgen, Serienrolle]
- 2017: Unter uns [Fernsehserie, 8 Folgen, Serienrolle]
- 2019: SOKO Wismar – Zweiter Frühling
- 2019: SOKO Hamburg – Tödliche Wende
- 2020: Katie Fforde: Für immer Mama (Fernsehreihe)
- 2020: Das Geheimnis des Totenwaldes [Fernsehserie, 6 Folgen, Serienrolle]
- 2020: Für immer Sommer 90 (Fernsehfilm)
- 2021: Notruf Hafenkante – Horrortrip
- 2021: Kranitz – Bei Trennung Geld zurück (Fernsehserie)
- 2022: Schule am Meer – Frischer Wind (Fernsehreihe)
- 2022: Neben der Spur – Die andere Frau (Fernsehreihe)
- 2023: Helen Dorn: Das Recht zu schweigen (Fernsehreihe)
- 2023: Conti – Meine zwei Gesichter (Fernsehreihe)
- 2023: Schule am Meer – Familienbande (Fernsehreihe)
- 2023: Mein Falke (Fernsehfilm)
- 2024: Ein Fall für Conti – Spieler (Fernsehreihe)
- 2024: Notruf Hafenkante – Schweres Erbe